# Sergio Chejfec
Sergio Chejfec   (Buenos Aires, 28 de novembre de 1956 - Nova York, 2 d'abril de 2022) va ser un escriptor argentí. Des de 1990 fins a 2005 va viure a Veneçuela, on va publicar Nueva Sociedad, un diari que tracta temes de política, cultura i ciències socials. Posteriorment va viure a Nova York i va donar classes a NYU.
Chejfec va escriure novel·les, contes, assajos i seleccions de poesia. Dels seus treballs, es poden esmentar Lenta biografía (1990), Los planetas (1999), Boca de lobo (2000), Los incompletos (2004), Baroni: un viaje (2007, 2010), Mis dos mundos (2008), La experiencia dramática (2012, Candaya 2013), Modo Linterna (2013, Candaya 2014). Les seves novel·les usualment estan escrites amb un estil narratiu parsimoniós, que entreteixeix la trama amb la reflexió. Records, violència política, i la cultura i història jueu-argentina són alguns dels temes recurrents en la seva obra.
És autor també dels llibres de poemes: Tres poemas y una merced (2002) y Gallos y huesos (2003) i del llibre d'assajos El punto vacilante. Ha estat traduït a l'anglès, francès, alemany, portuguès i hebreu. A Sergio Chejfec. Trayectorias de una escritura (Edició de Dianna C. Niebyski), quinze autors de diferents nacionalitats analitzen la totalitat de la seva obra.
Enrique Vila- Matas l'ha qualificat com un boníssim escriptor. També Jorge Carrión ha assenyalat la seva qualitat.

## Obra
La reflexió i l'anàlisi tenen un paper destacat en l'escriptura de Sergio Chejfec, un autor que relaciona la narració d'una novel·la amb el curs del pensament. Segons Chejfec, cada nou llibre fa sistema amb els anteriors i estableix diferents connexions entre ells; es creen continuïtats i es produeixen ruptures, fins que trobem l'element irrevocable que altera l'obra anterior. No debades Chejfec rescata cavallers errants de la pampa argentina del segle xix o la seva primera enciclopèdia, on neix potser aquest perpetu desplaçament que cobra vida en els personatges i escenaris dels seus relats i les seves novel·les. Sergio Chejfec té un blog anomenat «Parábola Anterior» per deixar part de la seva obra també a Internet.